# یلوه یک‌رنگ

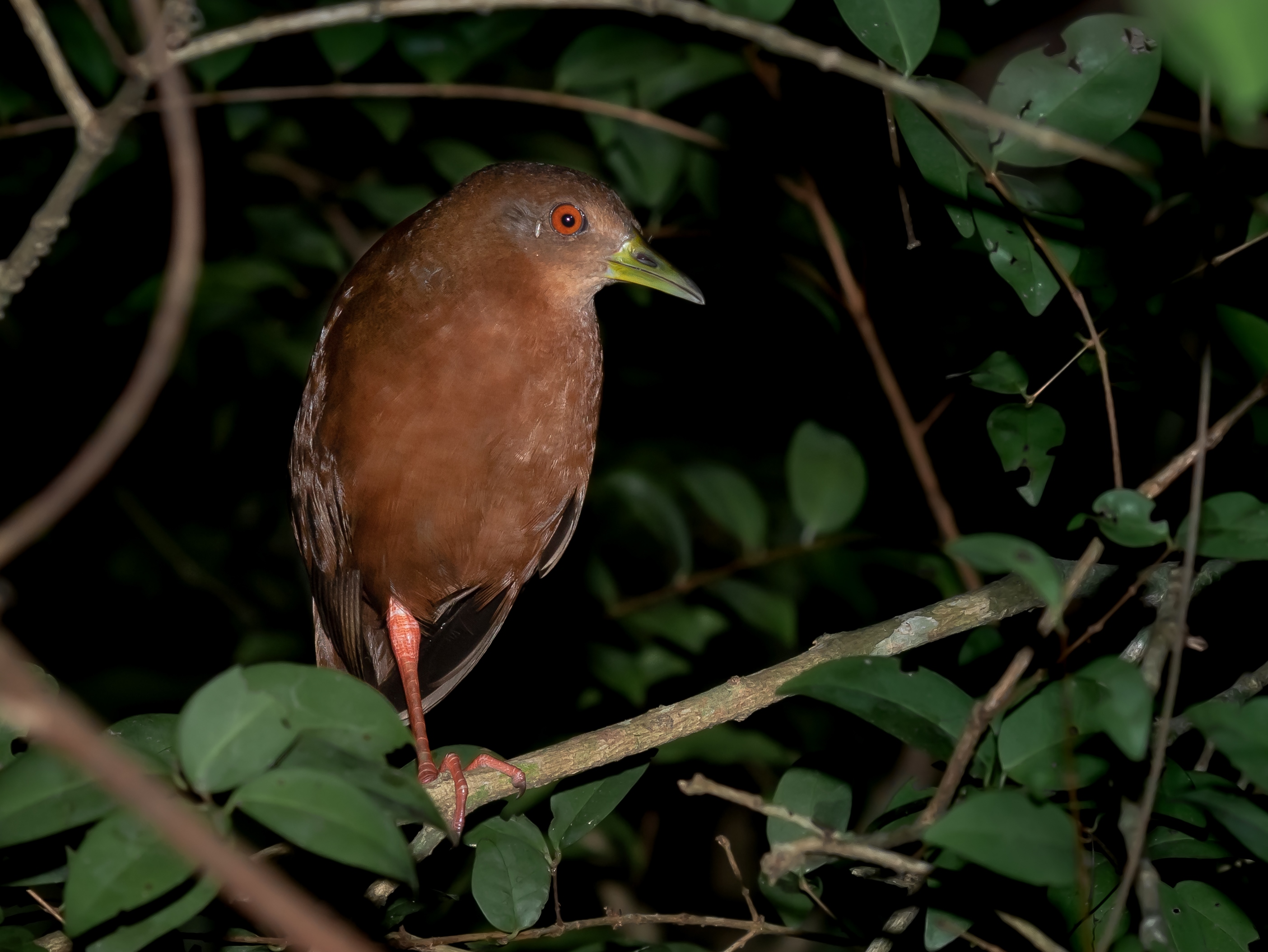
یلوه یک‌رنگ در حال جستجو برای غذا

یلوه یک‌رنگ (نام علمی: Amaurolimnas concolor) نام یک گونه از تیره یلوگان است.